# Christoph Walther I

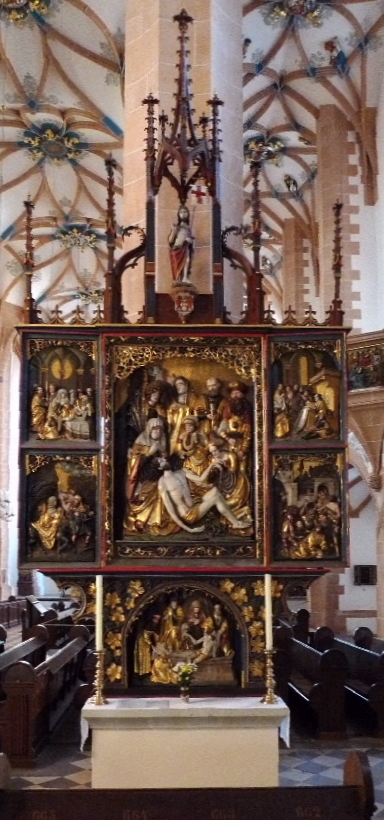
Bäckeraltar in der Annenkirche, 1516 oder etwas später

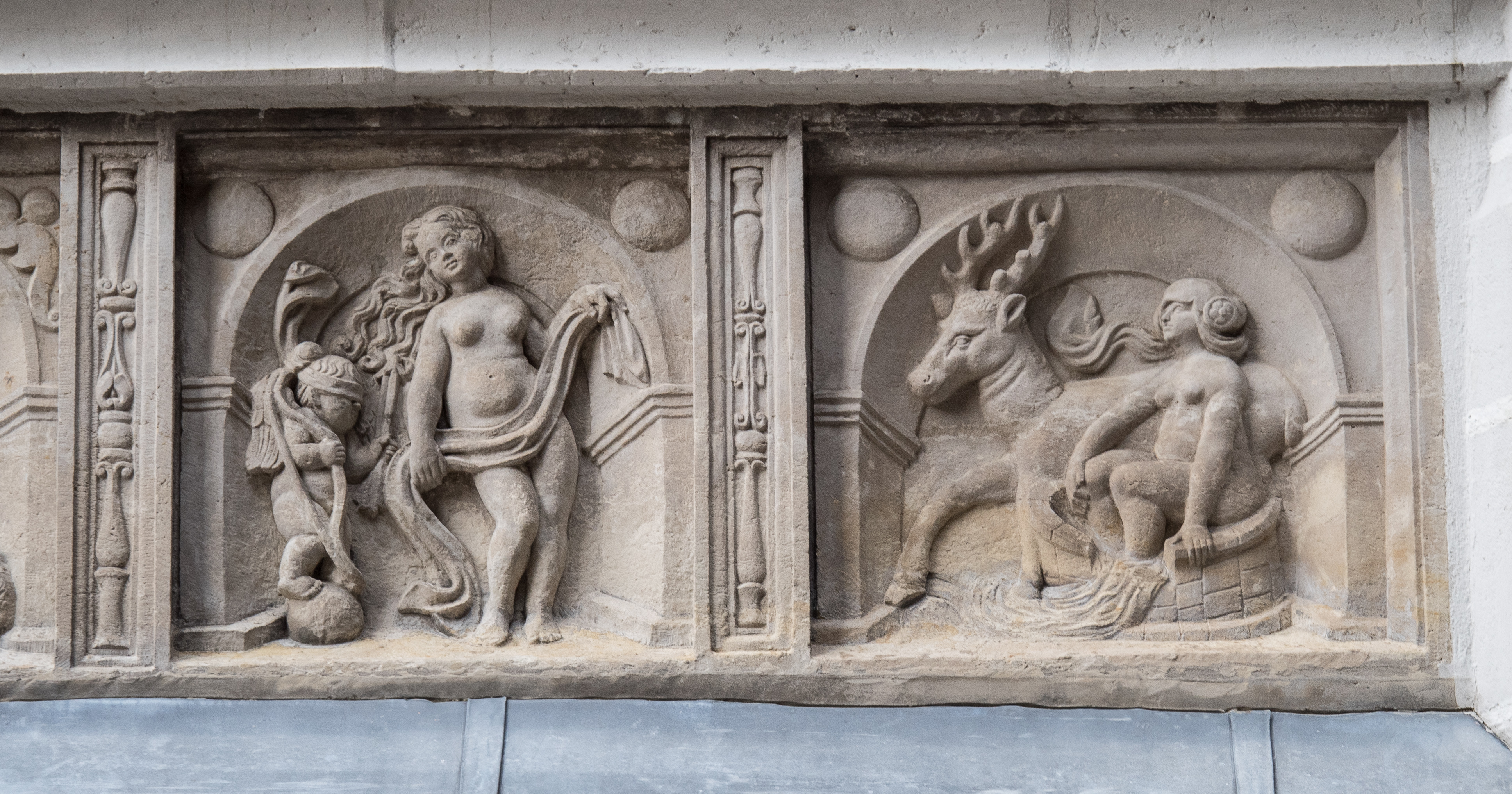
Antikisierende Reliefs am Großen Wendelstein der Albrechtsburg in Meißen, dat. 1524 (Kopien)

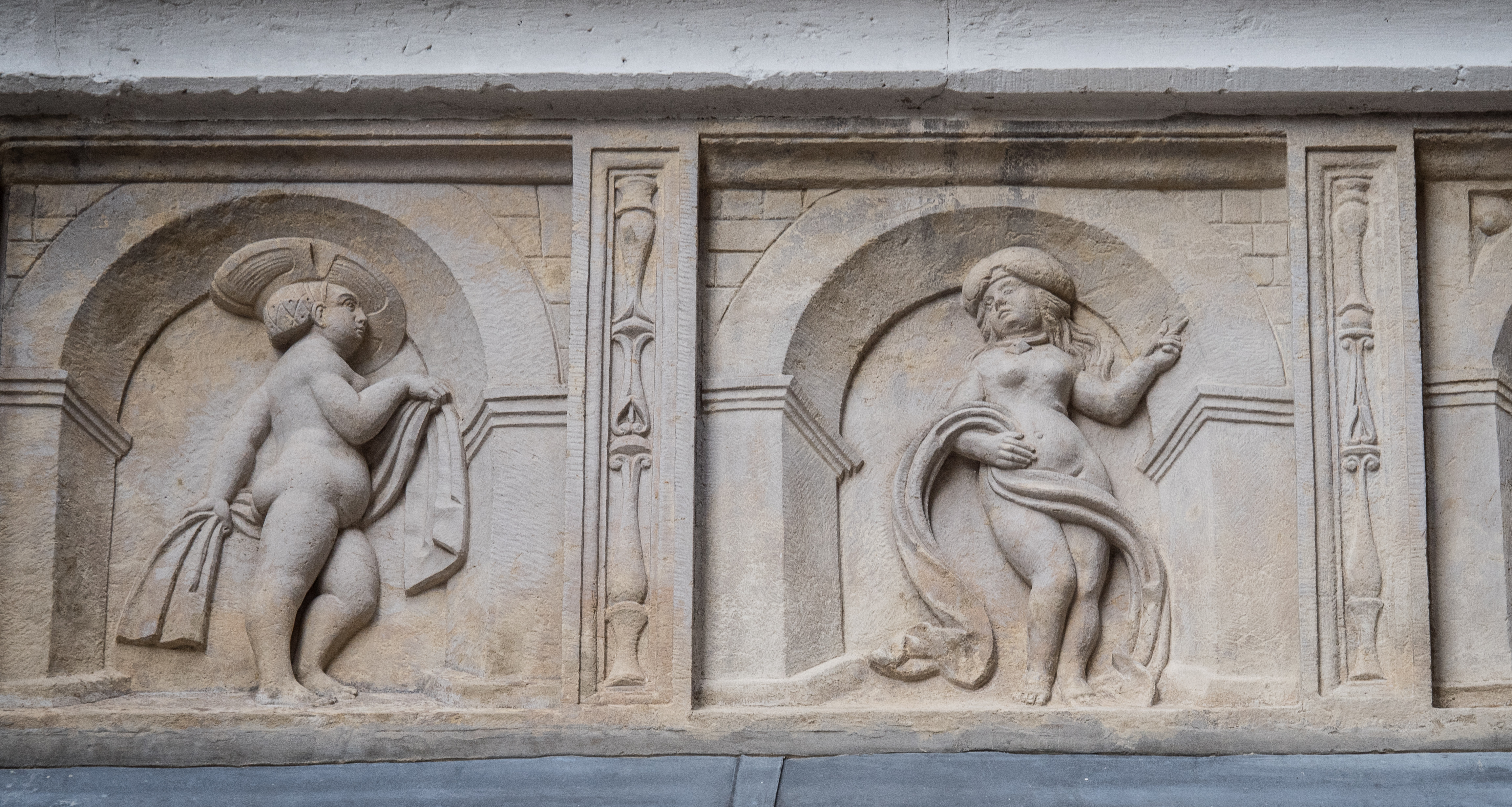
Antikisierende Reliefs am Großen Wendelstein der Albrechtsburg in Meißen, dat. 1524 (Kopien)

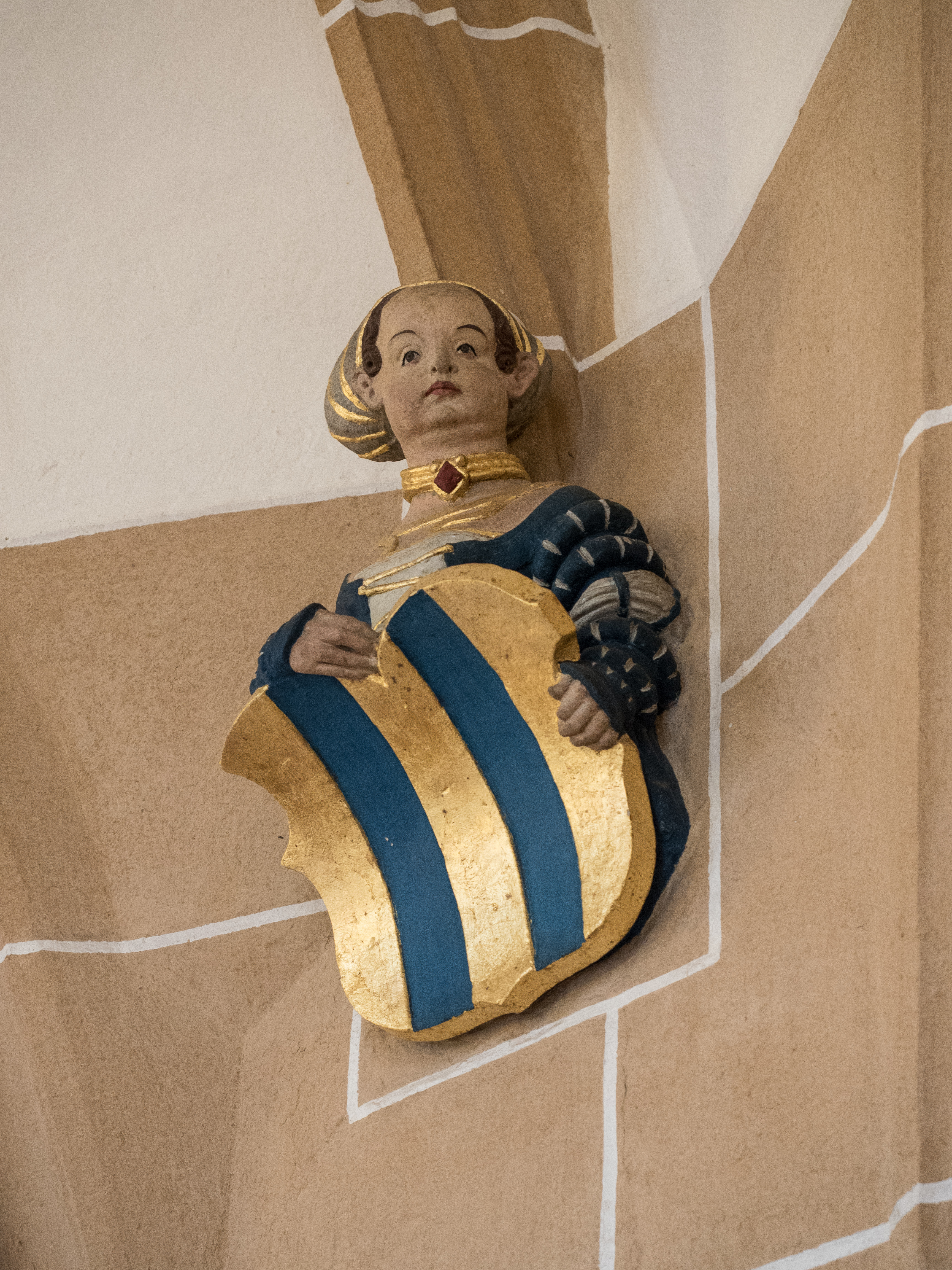
Wappenhalterin im Wappensaal der Albrechtsburg in Meißen, 1522

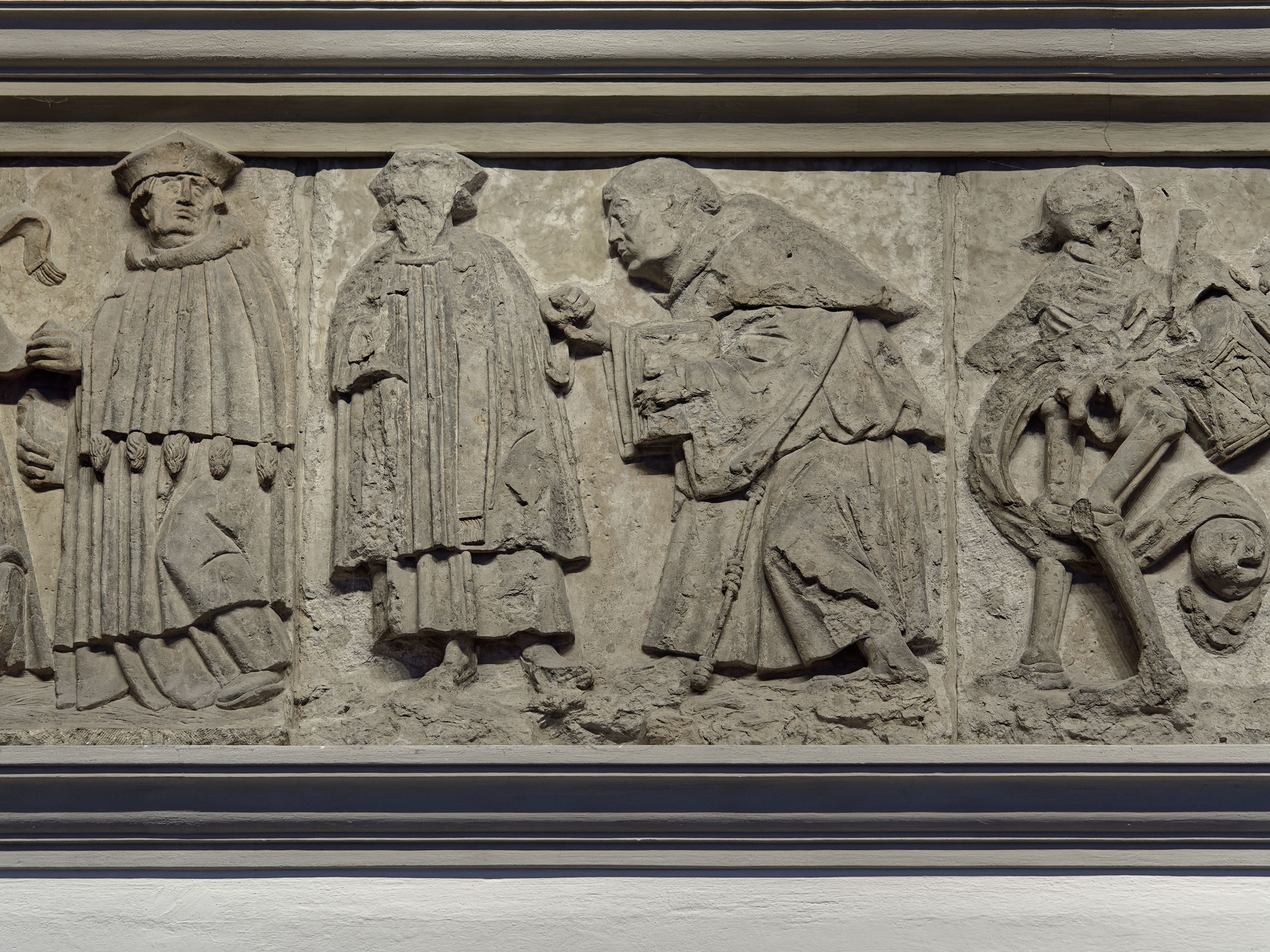
Totentanzrelief ehemals vom Georgenbau des Dresdner Residenzschlosses (um 1533/35)

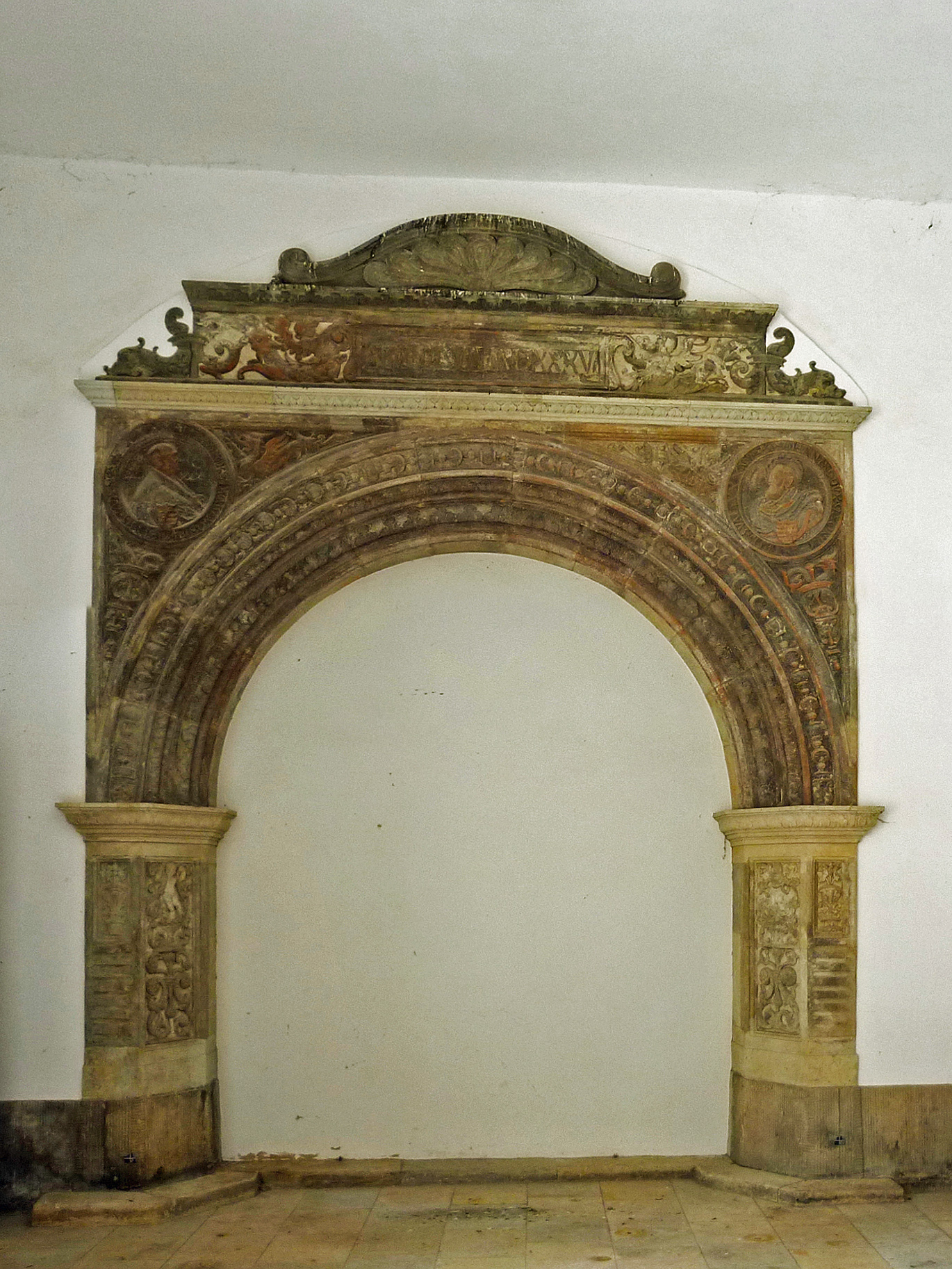
Christoph Walther und Werkstatt: Ehem. südliches Portal am Georgenbau des Dresdner Schlosses, 1534

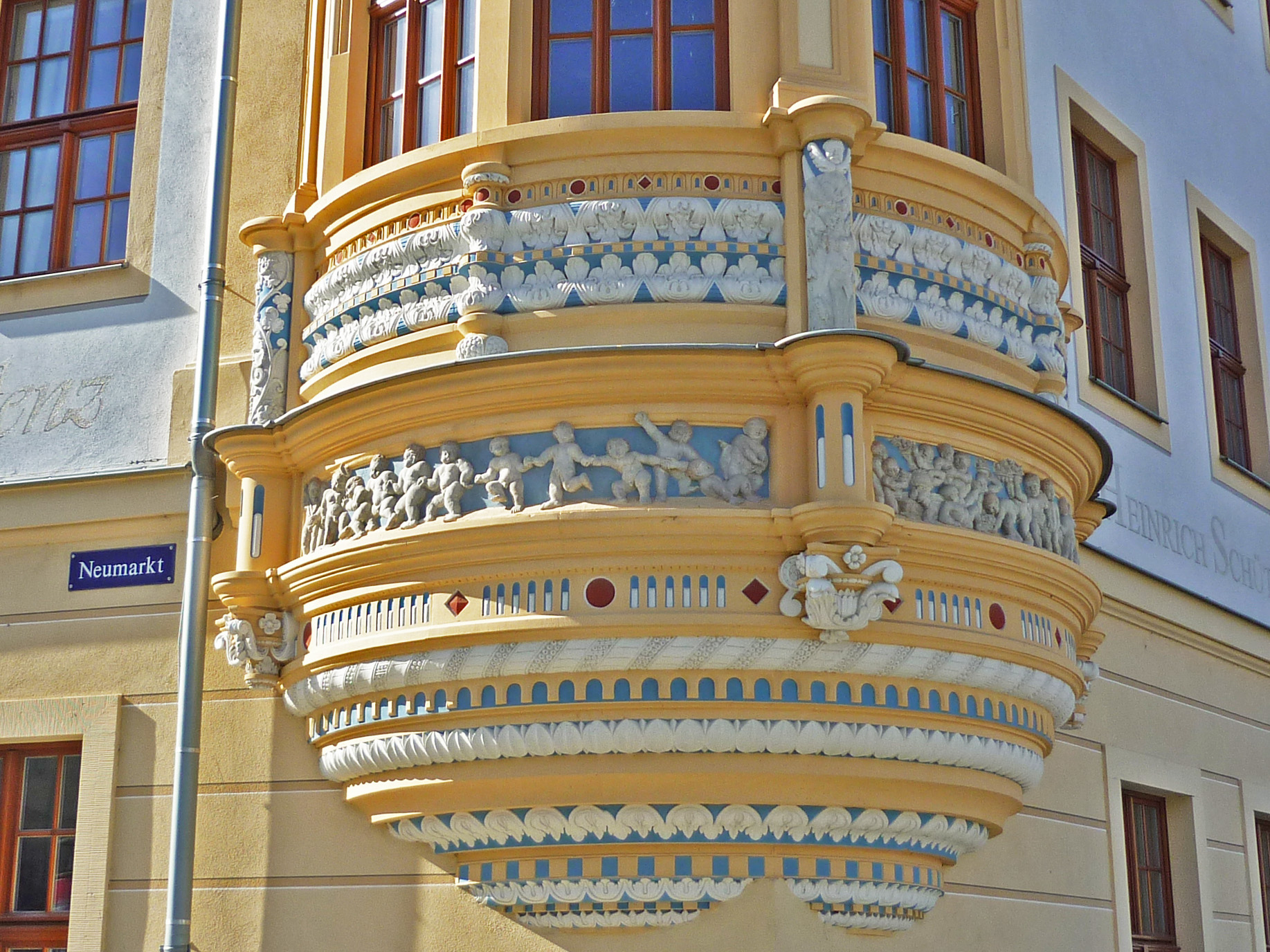
Kinderfries, 1536, farblich gefasst, am Schützhaus am Dresdner Neumarkt (Teilrekonstruktion)

Christoph Walther (* 1493 vermutlich in Breslau; † 1546 in Dresden) war ein deutscher Bildschnitzer und Bildhauer der Renaissance, der vor allem in Sachsen tätig war und dort zu den Begründern der neuzeitlichen Bildhauertradition gehörte.
Zur Abgrenzung gegenüber anderen Künstlern gleichen Namens, wie Christoph Walther II (Bildhauer, 1534 bis 1584), Christoph Walther III (Maler, 1550 bis 1592) und Christoph Walther IV (Bildhauer, 1572 bis 1626) wurde er als Christoph Walther I oder Christoph Walther I. bezeichnet.

## Leben
Walther entstammte einer bürgerlichen Künstlerfamilie aus Breslau. Er war vielleicht der Sohn von Hans Walther I. Sein Sohn und Werkstattnachfolger in Dresden war Hans Walther II. Wo Christoph Walther I ausgebildet wurde, ist nicht bekannt. Vielleicht hat er um 1510 eine Zeit lang in Landshut in der Werkstatt von Hans Leinberger gearbeitet.
Um 1515 wurde Walther als Bildhauer in der erst 1496 neu gegründeten sächsischen Bergstatt Annaberg ansässig, wo er laut Kirchenbucheintrag im Jahr 1519 heiratete. Dort schuf er 1516 bzw. etwas später den Bäckeraltar und 1518 ein steinernes Kruzifix für den städtischen Friedhof. Wahrscheinlich arbeitete Christoph Walther in Annaberg zeitweise mit einem aus Augsburg stammenden Bildschnitzer bzw. Kunstschreiner zusammen, bei dem es sich um Adolph Daucher d. J. gehandelt haben könnte. Auf diese Weise eignete er sich moderne Formen des antikisierenden Ornaments an, wie sie in Augsburg üblich waren. Bis etwa 1520 fertigte er zudem 44 Prophetenbüsten für das Gewölbe der dortigen neu erbauten Annaberger Annenkirche und arbeitete dort mit dem Architekten Jacob Haylmann zusammen.
1521/22 erfolgte durch Herzog Georg dem Bärtigen eine Berufung nach Meißen, der einen Bildhauer für die auch dort von Jakob Haylmann geleitete Fertigstellung des unvollendet liegen gebliebenen Schlossbaus der Albrechtsburg benötigte. Das Schloss sollte für die geplanten Feierlichkeiten anlässlich der Heiligsprechung von Bischof Benno 1524 hergerichtet werden. Hier fertigte Walther nicht nur die Konsolen für das im Sommer 1522 errichtete Schlingrippengewölbe Haylmanns im Wappensaal an, sondern 1524 auch eine Reihe von Reliefs am Großen Wendelstein. Verschiedene Werke legen nahe, dass Walther in Meißen eine Werkstatt einrichtete, in der auch Mitarbeiter anzunehmen sind. Auch hier gibt es Hinweise, dass in diesem Umfeld ein in Augsburg geschulter Bildhauer tätig war.
Um das Jahr 1530/33 verlegte Walther seine Werkstatt nach Dresden, um an dem Georgenbau des Dresdner Schlosses zu arbeiten. Auch hier hat er ab 1533 sicherlich mit einer Anzahl von Mitarbeitern gearbeitet. Vermutlich bildete die Werkstatt zu ihrer Zeit die zentrale Produktionsstätte und Ausbildungsstätte für Bildhauerarbeiten in Dresden und besaß auch eine künstlerische Ausstrahlung in die Region hinein. Die Werkstatt dürfte nach dem Tod von Christoph I. an seinen Sohn, den Bildhauer Hans Walther, übergegangen sein. Da dieser erst 1548 das Bürgerrecht erwarb, dürfte die Werkstatt durch den kursächsischen Hof privilegiert und keinen Zunftbeschränkungen unterworfen gewesen sein.
Christoph Walther I war einer der wenigen Steinbildhauer und Schnitzer in Deutschland, welche die Formprinzipien seiner spätgotischen Ausbildung den neuen Inhalten und Darstellungsweisen der Renaissance anpassen konnte. Seine Arbeiten standen in engen Zusammenhang mit dem Dresdner Hof unter Herzog Georg dem Bärtigen und mit Teilen des sächsischen Hof- und Landadels. Diese Auftraggeber schätzen offensichtlich die an der Antike orientierte Ornamentik des Christoph Walther. Es wäre zu untersuchen, ob Christoph Walther als sächsischer Hofkünstler angesehen werden kann.

## Werke (Auswahl)
- 1505: Epitaph des Hans Schulz mit Verkündigungsrelief, Südseite Elisabethkirche Breslau (Zuschreibung unsicher)
- 1510: Sandsteinrelief Christus am Kreuz, Maria und Johannes, Nordostecke Elisabethkirche Breslau (Zuschreibung unsicher)
- 1517: Grabstein (Hängeepitaph) für den Priester und Kantor Dr. Oswald Winkler in der Magdalenenkirche in Breslau
- 1516 oder etwas später: Bäckeraltar in der Annenkirche in Annaberg[7]
- 1518: steinernes Kruzifix für den städtischen Friedhof in Annaberg
- um 1520: 44 steinerne Prophetenbüsten für das Gewölbe der Annaberger Annenkirche
- 1521: Flügelaltar, mit geschnitzten Figuren der Maria mit dem Kind, des heiligen Liborius und des heiligen Bischofs für die Kirche in Tannenberg bei Annaberg
- 1522: Wappensaal der Albrechtsburg Meißen, Büsten der 4 Wappenhalterinnen an den Gewölberippen und der zentrale Schlussstein
- 1522–1524 Mitarbeit am Portal der Georgskapelle im Meißner Dom, für das von Hans und Adolf Daucher ein Entwurf aus Augsburg geliefert worden war
- 1522: geschnitzter Kruzifix für die Johanniskirche in Scheibenberg
- 1522: Schnitzaltar für die Münzer Knappschaft in Annaberg, unter Mitarbeit vielleicht von Adolph Daucher d. J. aus Augsburg[8]
- 1523 bis 1524: Epitaph für den Domdechanten Johann Hennig von Hayn, Annenkirche in Annaberg
- 1524 (inschr. dat.): Reliefs in den Brüstungsfeldern am Wendelstein der Albrechtsburg Meißen (heute dort Kopien)
- 1524 (dat.): Epitaph für Wolfgang von Schleinitz in der St. Afrakirche Meißen
- 1524 (dat.): Epitaph des Domdekans Dr. Johannes Hennig im Meißner Dom (Zuschreibung von Walter Hentschel und Matthias Donath)[9] (abgeschrieben von Heinrich Magirius und Peter Vohland 2002)
- 1525: Landesherrschaftliches Wappen für Kirche in Altenberg
- 1526: Epitaph für Johann von Schleinitz in der St. Afrakirche zu Meißen.
- 1528: Doppelwappen derer von Ziegler und Klitzscher am Schloss Klipphausen
- 1531: Grabmal des Johann Karras von Maxen, Stadtkirche St. Marien in Pirna
- 1532: Epitaph für den Domvikars Johann Kölbinger, Frauenkirche Meißen
- 1533: plastischer Erkerschmuck Wappen und Reliefmedaillons Kaiser Karls V. und Herzog Georgs des Bärtigen am Haus Heinrichsplatz 7 in Meißen
- 1534: großes herzogliches und kleines städtisches Wappen am Kaufhaus (heute Stadttheater) in Meißen,
- 1533–1535 (inschr. dat.; die Zahl 1530 aber nicht auf den Bau zu beziehen): Schmuckelemente am Georgentor, Dresdner Schloss. Dazu gehört das Totentanzrelief, bestehend aus 27 Figuren aller Stände darstellend, farbig gefasst, 1,22 m hoch und 12,47 m lang, Dresdner Schloss, heute Dreikönigskirche
- 1535: Medaillon Georg der Bärtige, Staatliche Kunstsammlungen Dresden
- 1536: Kinderfries bestehend aus 32 fröhlichen Kindern, farblich gefasst, am Heinrich-Schütz-Haus, Frauenstraße Ecke Neumarkt, Dresden
- 1536 bis 1537: Kreuzigungsgruppe aus Sandstein für die Leichenhalle die Kreuzkirche in Dresden
- 1537: Reliefs an der Rathaustreppe in Oschatz, die von dem Dresdner Baumeister Bastian Kramer errichtet wurde (beide Namen hier urk. bezeugt und ihre Meisterzeichen an dem Werk)
- 1537: Epitaph für Christoph von Wartenberg in der Kirche Kamnitz in Böhmen
- 1539: Brunnen mit der Figur des heiligen Mauritius aus Sandstein Paulinerkirchhof in Leipzig
- 1544: Kreuzigungsgruppe aus Sandstein, für den Gottesacker in Joachimsthal in Böhmen
- 1545: die Sandsteinfiguren Maria und Johannes für die Stadt Joachimsthal in Böhmen
- 1545: Epitaph für Emerentiana von Pack Oberkirche St. Nikolai in Cottbus